# Claude Kiambe
Claude Kiambe, znan kot Claude (izgovorjava [klʌut]), nizozemsko-kongovski pevec in besedilopisec, * 16. september 2003.

## Kariera
Leta 2019 je sodeloval v 8. sezoni The Voice Kids. Leto pozneje je zmagal na Are You Next?. Z zmago na oddaji si je zagotovil podpis pogodbe z glasbeno založbo Cloud 9 Music. Kiambe je leta 2022 izdal svoj prvi singel »Ladada (Mon dernier mot)«. Pesem je sčasoma dosegla vrh lestvice Dutch Top 40. Pesem mu je prinesla več nagrad, med drugim nagrado 3FM za najboljšega novinca in nagrado Qmusic za izvajalca leta na Nizozemskem.
Dne 19. decembra 2024 je nizozemska televizijska postaja AVROTROS objavila, da bo Kiambe zastopal Nizozemsko na Pesmi Evrovizije 2025 v Baslu v Švici.

## Zasebno življenje
Kiambe se je rodil v Demokratični republiki Kongo. Njegova mati je z njim in njegovimi brati in sestrami pobegnila na Nizozemsko, ko je bil star devet let. Družina je najprej živela v azilnem centru v Alkmaarju. Pozneje so se preselili v Enkhuizen, kjer je končal šolanje na Hoger algemeen voortgezet onderwijs. Kasneje je študiral hotelirstvo, a je študij prekinil.

## Diskografija

### Studijski album
| Naslov          | Podrobnosti                                                                                       | Najvišje uvrstitve na lestvici |
| Naslov          | Podrobnosti                                                                                       | NLD                            |
| --------------- | ------------------------------------------------------------------------------------------------- | ------------------------------ |
| Parler français | - Objavljeno: 15. novembra 2024 - Založba: Cloud 9 - Format: CD, LP, digitalni prenos, pretakanje | 6                              |

### EP
| Naslov                      | Podrobnosti                                                                                           |
| --------------------------- | --- |
| Beste Zangers 2024 (Claude) | - Objavljeno: 15. novembra 2024 - Založba: Inmediate, Cornelis - Format: digitalni prenos, pretakanje |

### Pesmi
| »Ladada (Mon dernier mot)«                                                           | 2022 | 1  | —  | Parler français |
| »Layla (Take Me on Your Way)«                                                        | 2023 | 11 | —  | —               |
| »Vas-y (Ga maar)« (skupaj s Suzan & Freek)                                           | 2023 | 8  | 44 | Parler français |
| »Écoutez-moi«                                                                        | 2024 | 32 | —  | Parler français |
| »Parler français«                                                                    | 2024 | —  | —  | Parler français |
| »La pression«                                                                        | 2024 | —  | —  | Parler français |
| »Je t'aime« (skupaj z Zoë Tauran)                                                    | 2024 | 72 | —  | Parler français |
| »—« označuje posnetek, ki se ni uvrstil na lestvico ali ni bil izdan na tem ozemlju. |      |    |    |                 |